# Шуљагићи из Драглице
Породица Шуљага доселила се на Златибор, у село Драглицу из Босне крајем XVII стољећа. Од пописа 1863. године воде се као Шуљагићи. Православни су Срби, славе Светог Тому, а прислављавају Духовски уторак. Дали су чувене хајдуке. Најпознатији је био Петроније Шишо (погинуо на Равњу). По њему је настало презиме Шишаковић. И у старој постојбини Шуљаге су биле познате по хајдучији.
Најстарији забиљежени Шуљага на подручју Златибора био је Саватије. Живио је у другој половини XVIII вијека и од њега потичу све православне Шуљаге. 
Међу познатијим члановима ове фамилије су:
1. Слободан Шуљагић, режисер
2. Страхиња Шуљагић, пјесник
3. Драгић Шуљагић, први српски рањеник у Балканским ратовима
4. Страјин Шуљагић, примаријус, ендокринолог
5. Сања Шуљагић, службени преводилац хрватских спортиста за енглески и јапански језик
6. Радивоје Шуљагић, носилац већег броја медаља у каратеу
7. Чедомир Шуљагић, помоћник србијанског министра науке
8. Љубомир Шуљагић, књижевник, директор гимназије у Пријепољу
9. Лука Шуљагић, професионални спортиста - одбојка

Током златиборске историје, породица Шуљагића-Шишаковића дала је многе хајдуке, одметнике од тадашње власти. Одлазак у хајдуке био је традиционалан у овој фамилији, и свака генерација је давала бар по једног хајдука. Неки од најистакнутијих златиборских хајдука из фамилије Шуљагића-Шишаковића били су Грујица Шуљагић, Милан Шуљагић-Шишаковић и Вукоман Шишаковић.
Шуљагићи - Шуљаге су у сродству са Лучићима у Суторини код Херцег Новог, Орашцу код Дубровника и онима у Ражани код Косјерића који славе светог Николу, У сродству су и са Сијерчићима (који су примили ислам и високо су рангирана босанска аристократија), Максимовићима из Коњевића код Чачка и Чумићима у Алином Потоку код Чајетине, а вјероватно и са Кнежевићима у Главској изнад Млина код Дубровника.